# Гейнсвилл
Ге́йнсвилл (англ. Gainesville) — город в округе Алачуа в штате Флорида, США. Крупнейший город округа и его административный центр.

## Демография
Согласно переписи населения 2007 года, население Гейнсвилла составляло 114 375 человек.

## История
Первыми обитателями территории, на которой сейчас расположен город, были индейцы тимукуа. Затем местность заселили испанские поселенцы, занимавшиеся разведением крупного рогатого скота. Гейнсвилл был основан в 1853 году как новый административный центр для округа Алачуа. В 1869 году Гейнсвилл получил статус города.
В 1970 году город был награждён премией «All-America City Award» (с англ. — «Всеамериканский город») присуждаемой Национальной гражданской лигой, которую неофициально называют «Нобелевской премией за конструктивное гражданство» и которая выдается за активную гражданскую позицию жителей некорпоративных сообществ Соединённых Штатов в жизни местного самоуправления. 
С 1988 года город-побратим для города Новороссийска.

## Климат
| Показатель                    | Янв.  | Фев.  | Март | Апр. | Май  | Июнь | Июль | Авг. | Сен. | Окт. | Нояб. | Дек.  | Год   |
| ----------------------------- | ----- | ----- | ---- | ---- | ---- | ---- | ---- | ---- | ---- | ---- | ----- | ----- | ----- |
| Абсолютный максимум, °C       | 31,6  | 31,1  | 35,5 | 35,5 | 38,3 | 40,0 | 38,8 | 39,4 | 37,2 | 35,5 | 32,2  | 30,5  | 40,0  |
| Средний суточный максимум, °C | 19,2  | 21,1  | 23,9 | 26,9 | 30,6 | 32,3 | 32,7 | 32,4 | 30,8 | 27,6 | 23,7  | 20,1  | 26,8  |
| Средняя температура, °C       | 12,5  | 14,3  | 16,9 | 19,8 | 23,7 | 26,5 | 27,3 | 27,2 | 25,7 | 21,7 | 17,2  | 13,6  | 20,6  |
| Средний суточный минимум, °C  | 5,8   | 7,5   | 10,0 | 12,7 | 16,9 | 20,7 | 22,0 | 22,1 | 20,5 | 15,9 | 10,8  | 7,1   | 14,3  |
| Абсолютный минимум, °C        | −12,2 | −14,4 | −5,5 | 0,0  | 5,5  | 10,0 | 15,5 | 15,5 | 8,8  | 0,0  | −6,6  | −10,5 | −14,4 |
| Норма осадков, мм             | 85    | 86    | 108  | 69   | 64   | 175  | 152  | 159  | 122  | 69   | 53    | 61    | 1208  |
| Источник: NWS                 |       |       |      |      |      |      |      |      |      |      |       |       |       |

## Образование
В Гейнсвилле расположен Флоридский университет, который является одним из крупнейших университетов США.